# Efecto Stark

El efecto Stark de primer y segundo orden en átomos de hidrógeno, número magnético: m =1. Cada número cuántico principal n consiste en (n-1) niveles degenerados con la misma energía, la aplicación de un campo eléctrico rompe dicha degeneración.

El efecto Stark es el desplazamiento y desdoblamiento de las líneas espectrales de los átomos y moléculas debido a la presencia de un campo eléctrico estático. Fue descubierto en 1913 por el físico alemán Johannes Stark (1874–1957) y le valió la concesión del premio Nobel de Física en 1919.
En general se distingue entre el efecto Stark de primer y segundo orden. El efecto de primer orden varía linealmente con la intensidad del campo eléctrico, mientras que el efecto de segundo orden varía cuadráticamente con la intensidad del campo.
El efecto Stark explica también el ensanchamiento de las líneas espectrales debido a partículas cargadas. Cuando las líneas desdobladas/desplazadas aparecen en el espectro de absorción, el efecto se llama efecto Stark inverso.
El efecto Stark es el análogo eléctrico del efecto Zeeman donde una línea espectral se desdobla en varios componentes debido a la presencia de un campo magnético.